# المرأة في إفريقيا

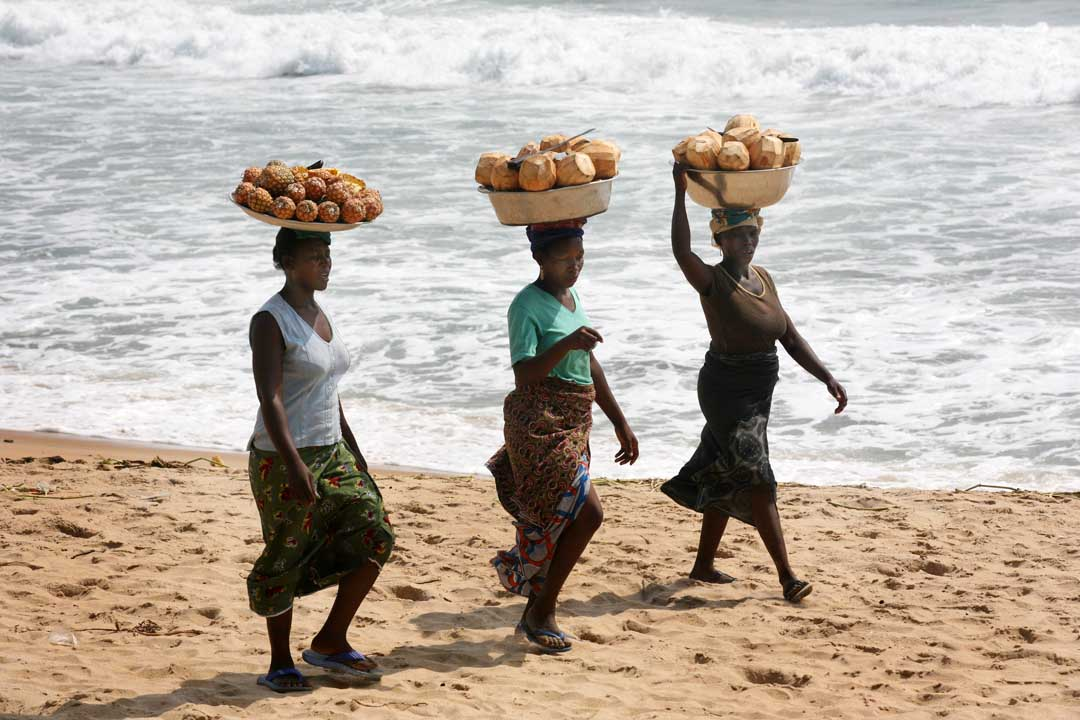
سيدات على أحد شواطيء غرب أفريقيا

المرأة في إفريقيا هن السيدات اللاتي ولدن أو يسكن أو هن من قارة أفريقيا. و اللاتي يرتبط تحضرهن و ثقافتهن و تاريخهن بتحضر و ثقافة و تاريخ إفريقيا ذاتها. و هن النساء من دول ذات سيادة في إفريقيا و يشمل ذلك مثل الجزائر، أنغولا، بنين، بوتسوانا، بوركينا فاسو، بوروندي، الكاميرون، الرأس الأخضر، جمهورية أفريقيا الوسطى، تشاد، جزر القمر، جمهورية الكونغو الديمقراطية، جمهورية الكونغو، جيبوتي، مصر، غينيا الاستوائية، إريتريا، إثيوبيا، الغابون، غامبيا، غانا، غينيا، غينيا بيساو، ساحل العاج (كوت ديفوار)، كينيا، ليسوتو، ليبيريا، ليبيا، مدغشقر، ملاوي، مالي، موريتانيا، موريشيوس، المغرب ,موزمبيق، ناميبيا، النيجر، نيجيريا، رواندا، سان تومي، برينسيبي، السنغال، سيشيل، سيراليون، الصومال، جنوب أفريقيا، وجنوب السودان، السودان، سوازيلاند، تنزانيا، توغو، تونس، أوغندا، زامبيا والصحراء الغربية وزيمبابوي.
وتأتي بعض النساء الأفريقيات من دول ذات اعتراف محدود دوليا مثل الجمهورية العربية الصحراوية الديمقراطية.
كما تأتي أفرقيات أخريات من أقاليم ما وراء البحار والتابعة للدول الأوروبية مثل إسبانيا كأقاليم جزر الكناري، سبتة، مليلية أو تابعة للبرتغال البرتغال مثل إقليم ماديرا. أو تابعة لـفرنسا كأقاليم مايوت وريونيون، أو تابعة للمملكة المتحدة مثل سانت هيلانة، جزيرة أسنسيون، وتريستان دا كونها.
و كذلك يشمل السيدات الإفريقيات القادمات من أقاليم أو مناطق غير مستقلة كلياً أو ليس لها سيادة تامة على أراضيها من الدول الأوروبية مثل إسبانيا والبرتغال وفرنسا والمملكة المتحدة. كما ويتضمن ذلك النساء من التبعيات والأقاليم فيما وراء البحار و التي تشرف عليها إسبانيا ك جزر الكناري، سبتة ومليلة وبلاثاس دي سوبيرانیا، و كذلك النساء من التبعيات و الأقاليم فيما وراء البحار و التي تشرف عليها البرتغال مثل جزر ماديرا. و كذلك النساء من التبعيات و الأقاليم فيما وراء البحار و التي تشرف عليها فرنسا مثل مايوتو لا ريونيون. بينما النساء من التبعيات و الأقاليم التي تشرف عليها المملكة المتحدة فتشمل سانت هيليناو جزيرة أسينشين، وتريستان دا كونا.
أثناء ثورة التحرير الجزائرية (1954–1962)، حاربت المرأة الجزائرية جنباً إلى جنبٍ مع الرجل الجزائري. وبالتالي فقد رسمت هويتها الخاصة فانعكس ذلك على تقبل وجودها في المجتمع كعضو مؤثر و فعال في أعقاب الحرب، حافظت المرأة الجزائرية على المكانة التي حصلت عليها، فأصبحت اليوم تشارك في تنمية الدولة الجديدة على نحو أكثر نشاطاً. الجزائر تعتبر دولة ليبرالية نسبياً، ووضع المرأة فيها يعكس هذا. المرأة في الجزائر لها حق التصويت و احتلال المناصب السياسية.

## أنغولا
كما هو الحال في العديد من الاقتصادات الأفريقية، فإن معظم السكان يعملون في الأنشطة الزراعية و خاصة في المناطق الريفية في أنغولا. فإن الكثير من العمل الزراعي ملقاً على عاتق النسوة. شاركت المرأة الأنغولية في تأسيس الأسرة و المجتمع والسياسية، فقد ساهمت المصالح الاقتصادية بذلك فضلا عن الاعتبارات الشخصية. و بما أن الأسرة الأنغولية عادة ما كانت تتألف من عدة أجيال. فقد كانت النساء هن من يعددن الطعام للأسرة ويتوجب عليهن أداء جميع الأعمال المنزلية الأخرى. و حيث أن دورها كان كبيراً في إنتاج الأغذية، فقد حتلت المرأة مكانة متساوية نسبياً مع الرجل الذي قضى جزءا كبيرا من وقته في الصيد أو الاعتناء بالماشية.

## إثيوبيا

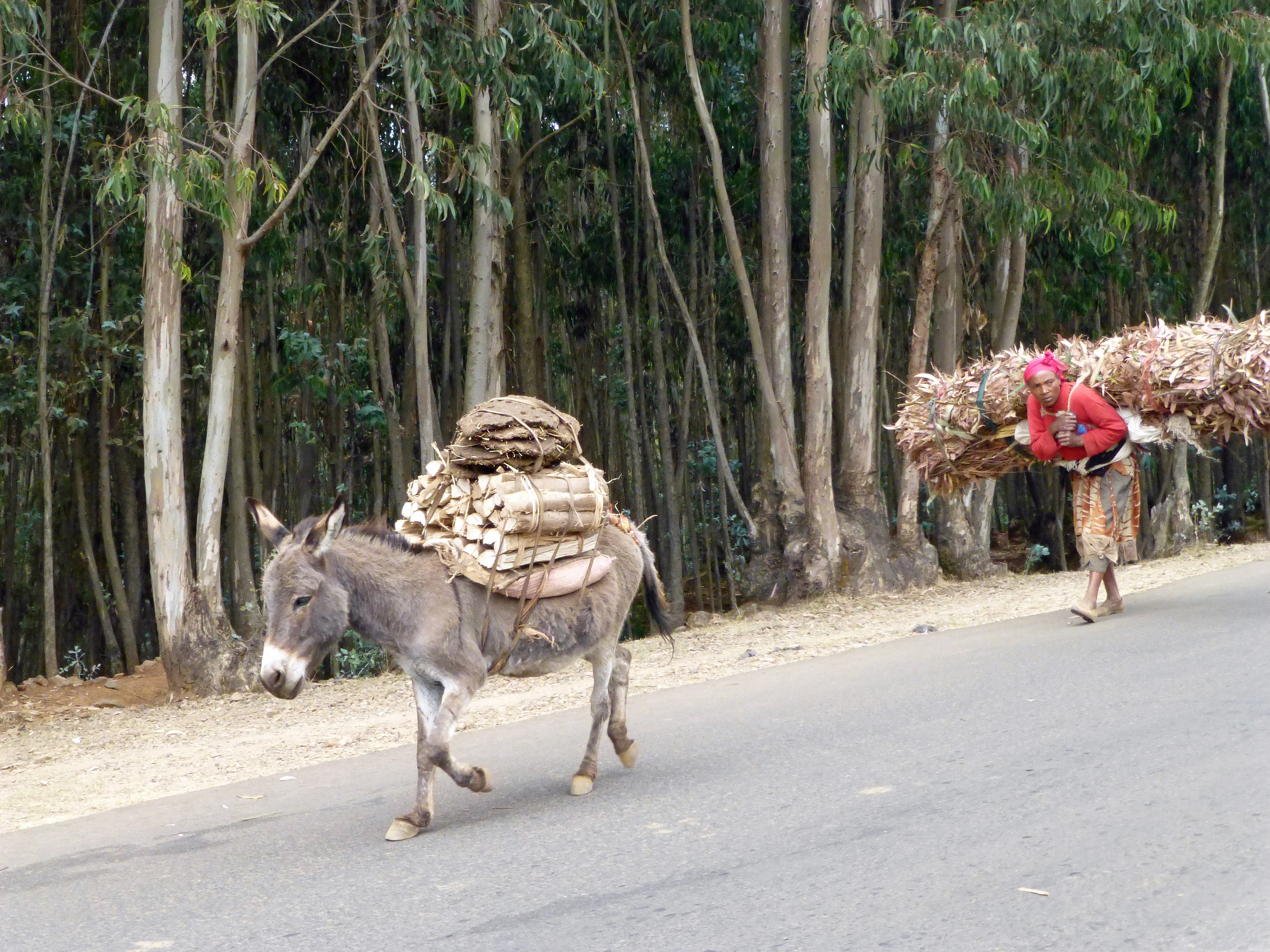
امرأة إثيوبية تتحمل مشقات بدنية عنيفة

يوجد القليل من الدراسات المتعلقة بالمرأة في إثيوبيا، ولكن قد علق العديد من المراقبين على الصعوبات الجسدية التي تواجه المرأة الإثيوبية طوال حياتها نظرًا لقسوة الأرض والطقس في أثيوبيا. مثل مشقة حمل المواد الثقيلة لمسافات طويلة على ضهورهن لعدم توفر وسائل مواصلات مناسبة، والقيام بطحن الذرة يدويًا، والعمل في منزل، تربية الأطفال، والطبخ.
كما تعاني المرأة الإثيوبية من تدني الخدمات الصحية، فلا تستخدم أغلبية السيدات في أثيوبيا أية وسائل لمنع الحمل، وتصل معدلات الخصوبة إلى 5.23 طفل\سيدة. وتصاب السيدات بمرض الإيدز بمعدلات أكبر من إصابة الرجال. وطبقًا لتقرير منظمة الصحة العالمية عام 2005 فإن 59% من السيدات في أثيوبيا قد تعرضن للأذى الجنسي والجسدي من قِبَل شريكائهن على مدار حياتهن كاملة. وطبقًا لنفس التقرير الصادر عن نفس المنظمة فإن 74.3% من إناث أثيوبيا في المرحلة العمرية ما بين 15-49 قد تعرضن لعملية تشويه الأعضاء التناسلية للإناث (ختان الإناث).

## أوغندا
كانت أدوار المرأة الأوغندية في المجتمع دائماً تابعة للرجال، و ذلك على الرغم من مسؤولياتهن الاقتصادية والاجتماعية الكبيرة في المجتمعات التقليدية الأوغندية. كانت تُعلَّمُ النساء منذ طفولتهن الانصياع لرغبات آبائهن و إخوتهن الذكور والأزواج وغيرهم من الرجال خارج النطاق المذكور في بعض الأحيان أيضاً، مما أنتج تبعيتهن للرجل في معظم مجالات الحياة العامة. و حتى الثمانينات، كان من المفروض على المرأة أن تركع عند التحدث إلى رجلٍ في بعض المناطق الريفية في أوغندا. هذا مع العلم أن المرأة في الوقت نفسه كانت تتحمل المسؤوليات الأساسية لرعاية الأطفال وزراعة المنتجات الأساسية، وفي القرن العشرين، قدمت النساء مساهمات كبيرة لزراعة المحاصيل و الغلال ذات النفع الاقتصادي.

## بنين
حالة حقوق المرأة في بنين قد تحسنت بصورة ملحوظة منذ استعادة الديمقراطية والتصديق على الدستور، وإقرار قانون الأحوال الشخصية والأسرة في عام 2004، وكلاهما تجاهل العديد من العادات والتقاليد التي تعامل المرأة بصورة غير متكافئة مع الرجل. لكن لا يزال عدم المساواة والتمييز قائماً. فتعدد الزوجات والزواج القسري غير قانوني لكنها ما زالت تحدث. بالرغم من تطبيق قانون الاغتصاب وعقوبته التي يمكن أن تصل إلى السجن لمدة خمس سنوات، لكن الفساد يعرقل عمل الشرطة مما يجعلها غير فعالة كما أنه تم تخفيض أكثر الجرائم الجنسية و اعتبارها جنحاً. بالرغم من وجود قانون ضد العنف المنزلي تصل عقوبته إلى 3 سنوات إلا أن انتشار العنف المنزلي على نطاق واسع وتردد النساء في الإبلاغ عن هكذا حالات والخوف من وصمة العار الاجتماعية يعزز هذا الإحجام وما يزيد الوضع سوءاً أن السلطات تتجنب التدخل في ما يعتبر عموماً أموراً خاصةً.

## تونس
منذ كانون الثاني/يناير 2011 و بداية الثورة في تونس فقد بدأت الاحتجاجات في شمال إفريقيا ومنطقة الشرق الأوسط، وقد نشرت العديد من المصادر الإخبارية الغربية مقالات تناقش دوراً غير مسبوقٍ للمرأة التونسية في الاحتجاجات. العديد من هذه المقالات تسلط الضوء على بعض الحريات التي منحت في عهد الرئيس الحبيب بورقيبة العلماني و التي أسسها في عام 1956، مثل الوصول إلى التعليم العالي، والحق في طلب الطلاق، وفرص عمل معينة. وقدم هذه الإصلاحات في حين لا تزال تونس دولة إسلامية. صحيح أن المرأة في تونس تتمتع بكل هذه الحريات والحقوق، و هي حقوقٌ غالباً ما يحرمن منها النساء في البلدان المجاورة. إلا أنهن يعشن داخل مجتمع تتأرجح فيه حقوقهن بين ما تمنحه الشريعة الإسلامية و بين ما تمنحه الحقوق المدنية العلمانية المتوفرة بالقانون.

## تنزانيا
النساء في تنزانيا يقمن بأعمال كثيرة في المجتمع.

## الجزائر

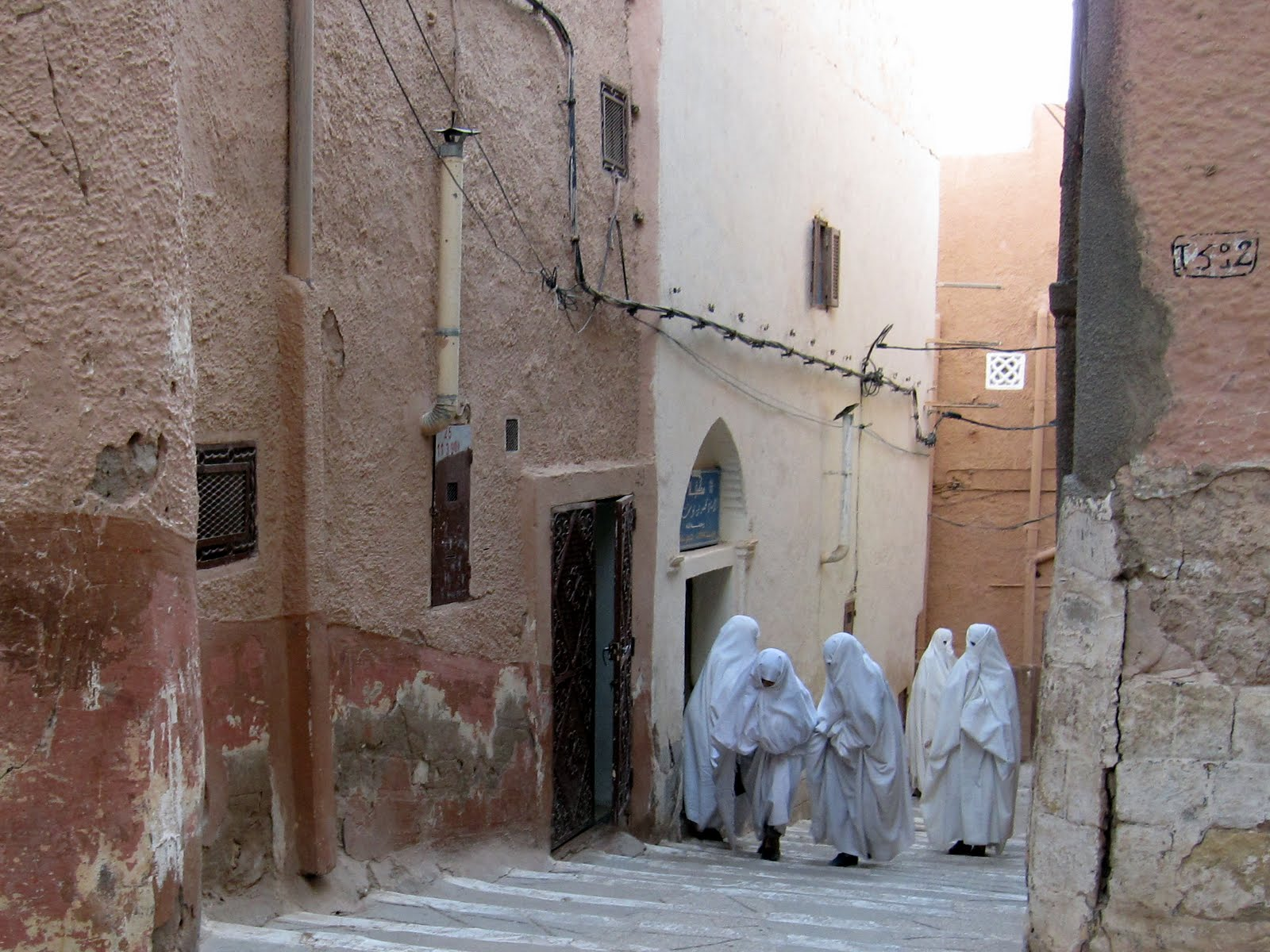
من تقاليد واحة غرداية بالجزائر عدم إظهار المرأة المتزوجة إلا عين واحدة، وللمعمرات أن يظهرن عينيهن أو وجههن.

قاتلت النساء الجزائريات خلال حرب الاستقلال الجزائرية في عام 1962 جنبًا إلى جنب الرجال. وقد حققن بذلك إحساسًا جديدًا بهويتهم وقدرا من قبول الرجال بهم في الساحة. وفي أعقاب الحرب، حافظت النساء على التحرر الجديد الذي حصلن عليهكما شاركت النساء في تطوير وبناء الدولة الحديثة. وتعتبر الجزائر دولة ليبرالية نسبيا ووضع المرأة يعكس هذا. فللمرأة حق التصويت والترشح للمناصب السياسية كما أنها تتساوى مع الرجال في الحقوق والواجبات وأمام القانون, خلافا لدول أخرى في المنطقة.
تمثل النساء نسبة 70% من العاملين بالمحاماة في الجزائر, و60% من القضاة. كما تهيمن النساء على المجال الطبي والعلوم.وتعد دولة المرأة الجزائرية أحد أول نساء دول شمال أفريقيا للعمل كسائق سيارات الأجرة أو حافلات النقل العام. وتزداد أعداد النساء العاملات في قطاع الأمن والشرطة.وفي عام 2007 شكلت الإناث 65% من طلاب الجامعات، وحصلن الخريجات على 80% من فرص العمل بعد التخرج. وبشكل متطرد أصبحت المرأة تساهم في الدخل المادي للأسرة أكثر من ما يساهم به الرجل.
وتعد لويزة حنون رئيسة حزب العمال الجزائري والمناضلة بارزة ذات توجه اشتراكي واضح هي أول سيدة تترشح لمنصب الرئيس في الجزائر والعالم العربي بأكمله وقد حصلت في انتخابات 2004 على 4.22% من الأصوات، وهناك العديد من الشبهات حول تزوير هذه الانتخابات لصالح المرشح عبد العزيز بوتفليقة.
كما نجد خليدة تومي واحدة من أفراد نفس الحزب الذي ترأسه لويزة، وهي من أشد المدافعين عن حقوق المرأة والمناوئة للتيار الإسلامي وضد قانون الأسرة الجزائري الذي تعتبره مقيدا حقوق المراة ومهينا لكرامتها. وقد شغلت منصب وزيرة الثقافة الجزائرية منذ 2002 إلى غاية 2014.

## جمهورية أفريقيا الوسطى

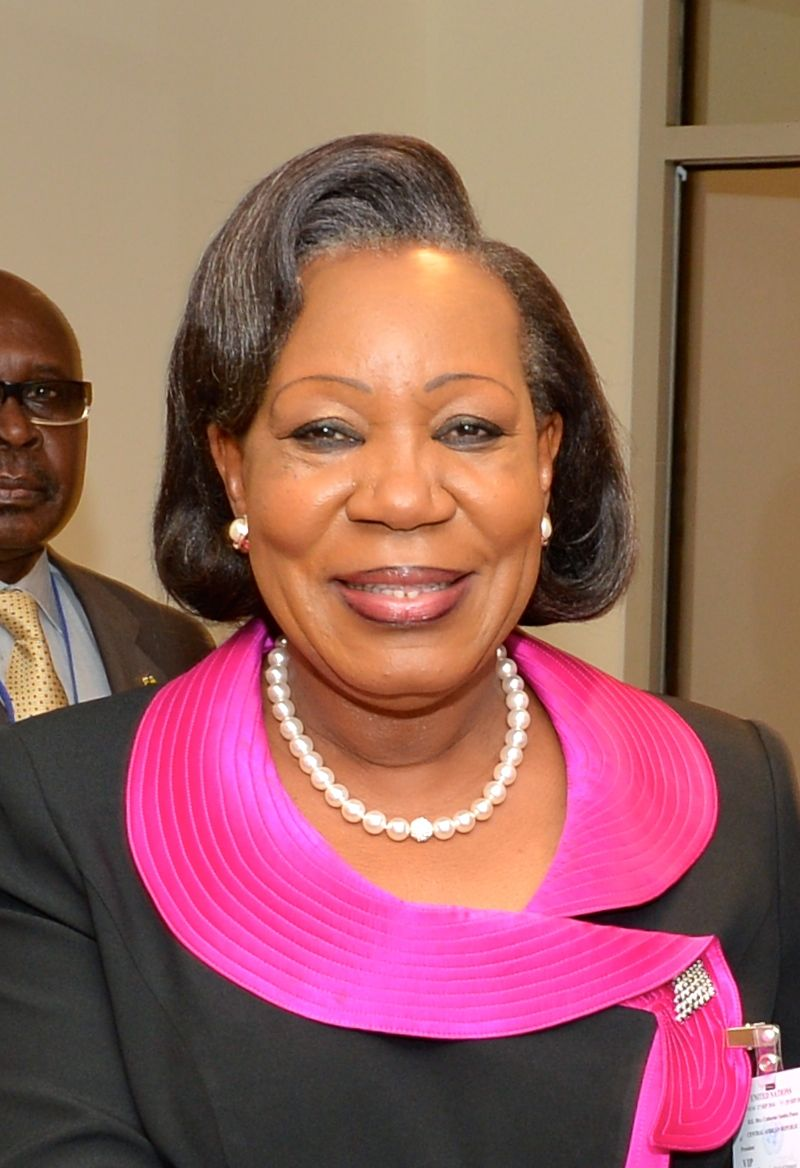
كاثرين سامبا بانزا رئيس جمهورية أفريقيا الوسطى

تولت إليزابيث دوميتيان منصب رئيسة الوزارة في جمهورية أفريقيا الوسطى في الفترة ما بين 1975 و1976, وتعد بذلك أول سيدة تتولى هذا المنصب في جمهورية أفريقيا الوسطى وفي القارة الأفريقية كلها، وحتى الآن لم يشغل هذا المنصب أية نساء من بعد إليزابيث.
كما تولت كاثرين سامبا بانزا الناشطة في مجال حقوق المرأة وخصوصًا مكافحة تشويه الأعضاء التناسلية للإناث والعنف بجميع أشكاله رئاسة المرحلة الانتقالية في الدولة منذ 23 يناير 2014 وهي بذلك تعد أول امرأة تتولى منصب الرئاسة في دولتها وفي القارة الأفريقية.

## جمهورية الكونغو الديمقراطية
لم تحظ امرأة في جمهورية الكونغو الديمقراطية حتى الساعة بفرصة لملء منصب مثل الرجل بالرغم من نضالها الطويل في هذا المجال. على الرغم من ذكر نظام الرئيس موبوتو سيسي سيكو أهمية مساهمة المرأة في المجتمع و على الرغم من وجود بعض القوانين التي تمنح المرأة بعض الحرية لتخولها التملك والمساهمة في الحياة الاقتصادية و السياسية إلا أن العادات و التقاليد لا تزال تحد من فرصها. من عام 1939 إلى عام 1943 كان أكثر من 30% من النساء الكونغوليات البالغات في كيسانغاني يشكلن ثاني أكبر مصدر من الإيرادات الضريبية 

## جمهورية مصر العربية

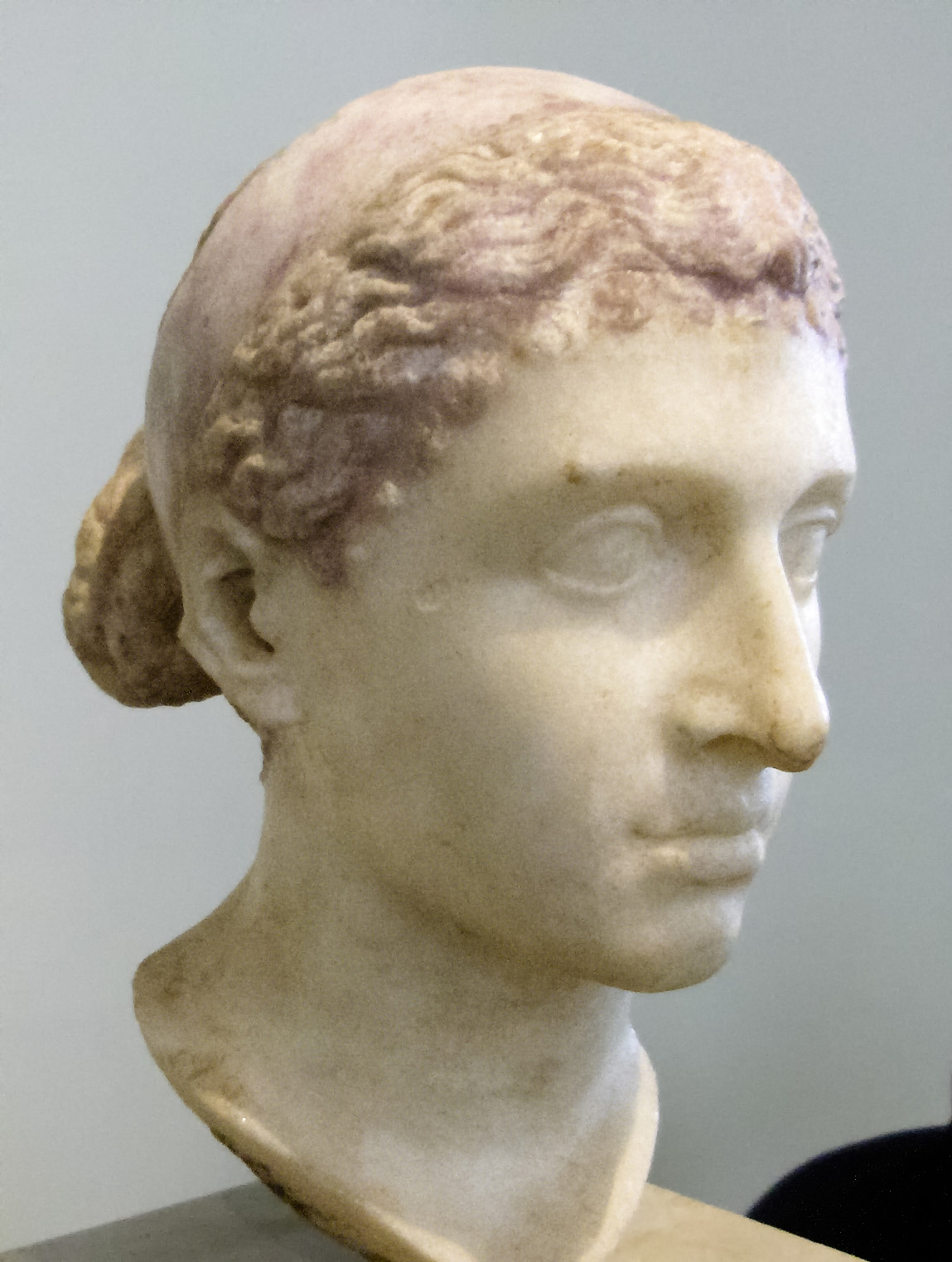
تمثال لأحد أشهر سيدات أفريقيا, كليوباترا الحاكمة في مصر الفرعونية

طالما لعبت نساء مصر دورا مؤثرا في السياسة والمجتمع المصري، ولكن يظهر التدهور الواضح في وضعهن في الآونة الأخيرة، حتى صنفت منظمات حقوقية دولية مصر أنها أحد أسوأ دول العالم معاملة للنساء؛ فتزامنا مع الاضطرابات السياسية، تزايدت حوادث الاغتصاب الجماعي والاعتداءات الجنسية أثناء المظاهرات خلال المرحلة الانتقالية التي شهدت وصول 3 نظم متعاقبة للسلطة ، وتم اعتقال عشرات الفتيات والنساء منهن فتيات عاملات في مجال حقوق المرأة، فنجد ماهينور المصري المحامية والناشطة السياسية التي حكم عليها عام 2014 بالحبس عامين والغرامة 50 ألف جنيه بحسب قانون التظاهر بتهمة «التظاهر دون تصريح، والتعدي على قوات الأمن».
كما تواجه المرأة المصرية تحدي العادات والتقاليد التي تتسبب في وقوع جرائم زواج القاصرات وتعدد الزوجات وتشويه الأعضاء التناسلية للإناث (ختان الإناث) والعنف المنزلي.

## جزر سيشل
تتمتع النساء في جزر سيشل بنفس حقوق الرجل السياسية و الاقتصادية و المدنية كما الرجل. إن النظام الاجتماعي في جزر سيشل هو نظام أمومي. تسيطر الأم على مقدرات المنزل، تتحكم على توجه العائلة و مستقبل الأبناء. من المعتاد اجتماعياً فكرة أمومة دون زواج، و لكن و حسب القانون فإن الدعم المادي يجب أن يأتي من الآباء. للرجال أهمية في الدخل، و لكن دوره يعتبر نسبياً مهمشاً. تعتمد السيدات الأكبر عمراً بخلهن على أفراد العائلة أو الأولاد الناضجون.

## جزر القمر
على الرغم من الوضع الاقتصادي المتدني و كون أزواج النساء في جزر القمر هم عادة من المزارعين أو العمال إلا أنهن و في كثير من الأحيان يتحركن بحريةٍ أكثر من نظرائهنَّ في أوساط النخبة الاجتماعية. في موالي، حيث القيم الإسلامية التقليدية هي أقل هيمنةً فإن النساء عموماً لسن منعزلات. شكلت النساء 40.4% من قوة العمل في عام 1990، وهو رقم أعلى قليلا من المتوسط بالنسبة لدول إفريقيا جنوب الصحراء الكبرى..
الفتيات أقل عرضة من الفتيان للذهاب إلى المدرسة في جزر القمر إلى حد ما. وقدر البنك الدولي في عام 1993 أن 67% من الفتيات كانوا مسجلين في المدارس الابتدائية، في حين تم تسجيل 82% من الأولاد. في المدرسة الثانوية، وكانت 15 في المائة من الفتيات في جزر القمر المؤهلة في الحضور، مقارنة مع نحو 19 في المئة من الأولاد المستحقين.
على الرغم من أن دستور عام 1992 يعترف بحق النساء في التصويت، كما كان دستور 1978، إلا أن المرأة لعبت دوراً محدوداً في الحياة السياسية في جزر القمر. على النقيض من ذلك، فالتاجارات في ماهوري أثارن الحركة من أجل استمرار الشراكة مع فرنسا، وبعد ذلك، لاستمرار الانفصال عن جمهورية جزر القمر.
قبلت جزر القمر المساعدات الدولية لتنظيم الأسرة في عام 1983، ولكن اعتبرت أي خطط في هذا المجال غير مناسبةٍ سياسياً و لم توضع حيز التنفيذ. وفقا لتقديرات عام 1993، كان هناك ما معدله 6.8 مولود لكل امرأة في جزر القمر. على النقيض من ذلك، كان الرقم 6.4 ولادة لكل امرأة لبقية دول إفريقيا جنوب الصحراء الكبرى.
جاءت جزر القمر -وهي أرخبيل يقع في المحيط الهندي- تسير في طليعة الدول العربية من حيث حقوق المرأة، حيث تشغل المرأة 20 في المائة من المناصب الوزارية، وتحتفظ الزوجة عادة بالأرض أو المنزل في حالة الطلاق. ولا تعاني المرأة ضغوطًا لإنجاب الذكور دون الإناث، كما أن تنظيم الأسرة مقبول على نطاق واسع وتدعمه حملات توعية تديرها الدولة. وذلك طبقًا لنتائج دراسة أجرتها مؤسسة «تومسون رويترز»، واستعانت فيها بخبراء متخصصين في مجال قضايا المرأة.

## جنوب إفريقيا
عمومًا، فإن جميع الجماعات العرقية والإثنية في جنوب إفريقيا لديها معتقدات قديمة فيما يتعلق بأدوار الجنسين، وتستند في الغالب على أساس أن النساء في جنوب إفريقيا هن أقل أهميةً أو أقل استحقاقاً للسلطة، من الرجال. معظم المنظمات الاجتماعية التقليدية الإفريقية تركز على الذكور والذكور يهيمنون على جميع مناحي الحياة. حتى في التسعينات من القرن السابق كانت بعض المناطق الريفية في جنوب إفريقيا لديها عادات تتماشى و هذا المفهوم الذي يعطي الرجل قيمة أعلى فعلى سبيل المثال، زوجات يسرن متخلفاتٍ بضع خطوات للوراء خلف أزواجهن تماشياً مع الممارسات التقليدية. و رسخ هذا المفهوم بعض المعتقدات الدينية فعلى سبيل المثال الأفريكانية فقد ركزت على الفهم النظري للكتاب المقدس و رسخت فكرة تستند على أن مساهمات المرأة في المجتمع ينبغي عادة أن يوافق عليها الرجل. أما مجتمعات الجنوب إفريقيين من ذوي الأصول البريطانية فإنها تميل إلى أن تكون المجموعة الأكثر ليبرالية، بما في ذلك المسائل المتعلقة بأدوار الجنسين.

## جنوب السودان
منذ الإعلان عن استقلال جنوب السودان في 9 تموز/يوليو 2011 و السيدات يشغلن 5 من 29 حقيبة وزارية، كما شغلت 10 نساء منصب نائب وزير من أصل 28. كما نشطت المرأة في جنوب السودان و ساعدة على الاستقلال، و كان ذلك بتأمين الغذاء و المأوى للجنود، و الاهتمام بالأطفال، و رعاية الجرحى أثناء جهادهم السياسي الطويل للاستقلال. و كمثال على ذلك تشكيلهن «لكتيبة البنات».

## رواندا
كتب كل من كلير والاس و كريستيان هايربيرف و باميلا أبوت: على الرغم من كون رواندا صاحبة أعلى تمثيل نسائي في البرلمان في العالم فإن هناك ثلاثة مشاكل اجتماعية رئيسية تتعلق بكونهن نساء: عبء العمل و التعليم و الجرائم الجنسية. فقد أجمل الكتّاب الثلاثة أنه و على الرغم من المواقف البناءة للهيئات السياسية تجاه المرأة إلا أن ذلك لم ينعكس فعلياً عليها حيث أن القوانين المحدثة أثرت إيجابياً على الرجل و لم تطبق على المرأة.

## ساحل العاج
شكلت النساء في ساحل العاج أقل من نصف تعداد السكان عام 2003. وقد تغيرت الأدوار الاجتماعية والفرص المتاحة للجنسين منذ الاستقلال عن فرنسا عام 1961، منذ وصول ساحل العاج إلى الاستقلال في عام 1961 وحتى عام 1990 كانت المرأة أدنى وضعًا من الرجال في ظل القانون. ولكن جلبت التغييرات القانونية عقب وفاة الرئيس فيليكس هوفويت-بواني تحسّن في الفرص القانونية والتعليمية للنساء على جميع المستويات.

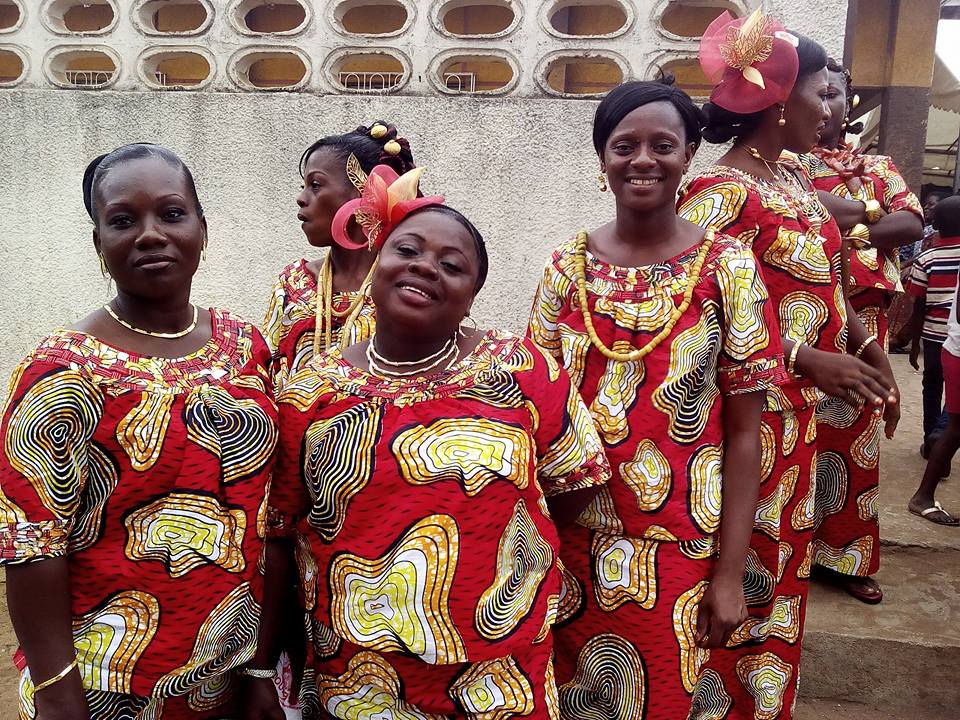
سيدات يرتدين الزي الرسمي لدولة ساحل العاج

إذ وعلى الرغم من النظر لهن كأدنى منزلة من الرجال إلا أنه و في التسعينات من القرن المنصرم وعلى إثر التغييرات في القوانين التي تلت وفاة الرئيس فيليكس هوفويت-بواني فقد حصل تحسن ملحوظ في القوانين المتعلقة بفرص المرأة من الناحية القانونية والدراسة في ساحل العاج على كافة الصعد و تمكنت بهذه التغييرات المرأة في ساحل العاج من تَقَلُّدِ أعلى المناصب الحكومية و في عالم الأعمال.
لقد كانت التقاليد و العادات دائماً تضع المرأة في مرتبة أقل من الرجل. و بالرغم من تمسك المجتمع بالتقاليد و العادات إلا أنها تختلف اختلافاً كبيراً من منطقةٍ إلى أخرى و تتبع عادةً السياق الاجتماعي. إن ساحل العاج فيها أكثر من 60 مجموعةٍ عرقيةٍ، وعادةً ما تصنف إلى خمسة أقسام رئيسية: آكان (الشرق والوسط، بما في ذلك «شعوب لاجون» في الجنوب الشرقي)، كرو (جنوب غرب)، ماندي (الغرب وجماعات في شمال غرب ماندي)، و سينوفو (الشمال والشمال الشرقي). تعطي كل من هذه المجموعات دوراً تقليدياً مختلفاً خاصاً للنساء، كما تؤثر الأديان المتواجدة في البلاد (مسيحية 20-30% و المسلمين 15-20% و 35-50% ديانات أخرى عند السكان الأصليين) على وضع المرأة بشكل عامٍ.
كان شمال ما يعرف اليوم بساحل العاج يقع في محيط إمبراطورية مالي ودول القرون الوسطى كبيرة، بينما انتقل للبرتغاليين الستينات من القرن الثالث عشر وفيما بعد خضع للاستعمار الفرنسي، شهدت النساء في المناطق الجنوبية الحروب مع الاستعمار والمقاومة. في السبعينات من القرن الماضي، اعتبر ساحل العاج هو أهم اقتصاد بين دول غرب أفريقيا، ولكن منذ التسعينات، والفقر والصراعات قد زادت، مما أثر في بعض الأحيان على النساء بشكل غير متناسب مع تأثيره على الرجال في المجتمع. التفاعل بين كل هذه التجارب أثرت في دور المرأة اجتماعيا.

## السنغال
التقسيم التقليدي للعمل في السنغال يضع المرأة السنغالية هي المسؤولة عن المهام المنزلية مثل الطهي والتنظيف، ورعاية الأطفال. كما أنها مسؤولة عن نسبة كبيرة من العمل الزراعي، بما في ذلك إزالة الأعشاب الضارة والحصاد، وزراعة و حصد المحاصيل المعتادة مثل الأرز. قد أدى التغيير الاقتصادي والتحضر في العقود الأخيرة لهجرة الشباب إلى المدن، مثل داكار. مما أدى لمشاركة متزايدة للمرأة الريفية في إدارة موارد و غابات القرية و مطاحن الدخن والأرز فيها.
وتهدف وكالة التنمية الريفية الحكومية لتنظيم نساء القرية وإشراكهم بنشاط أكبر في عملية التنمية. تلعب النساء دوراً بارزاً في لجان الرعاية الصحية في القرى وبرامج ما قبل الولادة وما بعدها. أما في المناطق الحضرية، فقد لوحظ تغير في الثقافة التي كانت تنظر للمرة كإنسان درجة ثانية بعد دخول المرأة سوق العمل كموظفات في المكاتب أو بائعات تجزئة، و كخدم للمنازل و اعتبارهن من العمال غير المهرة في مصانع النسيج ومصانع تعليب التونة.
ومع ذلك، و في المجتمعات التقليدية، استخدِمت النساء من طبقة النبلاء ليكن مؤثراتٍ في الكواليس السياسية. هذا ويرجع ذلك جزئياً إلى حقيقة أن نسب الأم هو الوسيلة لأميرٍ أن يكون ملكاً (وخاصة في ممالك الولوف). و كمثال على اللينجير (و هو اللقب التي تحصل عليه الأم أو الأخت لملك في السنغال) السيدة ياسين بوبو و السيدة نادانتي ياللا إمبوج وشقيقتها نجيمبوت إمبوج فقد كن مثالاً للمرأة السنغالية المعاصرة.
سعت العديد من المنظمات غير الحكومية النشطة أيضاً في تعزيز الفرص الاقتصادية للمرأة. فوفرت قروض التمويل للشركات الصغيرة المدارة من قبل سيدات ما أدى إلى تحسين الوضع الاقتصادي للكثيرات.

## السودان
السودان هو دولة نامية تواجه العديد من التحديات في ما يخص عدم المساواة بين الجنسين. مؤسسة فريدوم هاوس التي تعنى بحقوق الإنسان أعطى السودان أدنى مرتبة بين الأنظمة القمعية لعام 2012. بينما حصلت دولة جنوب السودان على ترتيب أعلى قليلا و لكنها ظلت بين الدول المصنفة «غير حرة». حصلت السودان في عام 2013 عن نتائج دراسات أجريت عام 2012 على المرتبة الـ 171 من أصل 186 دولة في العالم في تصنيف التنمية البشرية. و السودان هي من الدول القليلة الغير موقعة على اتفاقية القضاء على جميع أشكال التمييز ضد المرأة .
على الرغم من كل هذا، حدثت تغيرات إيجابية في ما يخص المساواة بين الجنسين في السودان. اعتبارا من عام 2012، تشكل النساء 24.1٪ من الجمعية الوطنية في السودان. تشغل المرأة السودانية نسبة كبيرة من البرلمان الوطني و هي أعلى من العديد من الدول الغربية. رغم ذلك، فإن عدم المساواة بين الجنسين في السودان لا يزال موجوداً، لا سيما موضوع الختان والتفاوت في نسبة النساء إلى الرجال في سوق العمل، ذلك ما جلب اهتمام المجتمع الدولي.

## سيراليون
منذ تأسيس سيراليون عام 1787 فقد كان تأثير النساء أساسياً في تطوير اقتصاد الأمة. كما أنهن لعبوا دوراً مهماً في نظام التعليم، و ذلك بإنشاء المدارس و الكليات، لدرجة أنه تم إنشاء نصب تذكارية كعرفانٍ لمساهماتهن في هذا المجال مثل حنا بينكا-كوكر و السيدة لاتي هادي-فورستر و هي أول مرأة تتخرج من كلية فوره بي فقد منحت شهادة الدكتوراة في القانون المدني من جامعة سيراليون

## الصومال
يرتدي نساء الصومال عادةً الغونتينو عند إنجاز الأعمال اليومية وهو عبارة عن قطعة قماش طويلة تربط على الكتف و تهدل لتحيط بالخصر و هو عادة أبيض مع وجود بعض الزخارف كإطار على الجزء الخارجي منه، و اليوم يقوم الإندي بدلا من الغونتينو كلباس شعبي في كامل القرن الإفريقي و أجزاء من شمال إفريقيا، و هو يستخدم بشكل كبيرٍ جداً. هذا اللباس يمكن ارتداؤه بأساليب مختلفة ومع أقمشة مختلفة. و تختلف ألوانه مع اختلاف المناسبة كالمناسبات الاجتماعية أو رسمية كما ترتدي النساء الديركا في العيد و هو ثوب طويل خفيف و هو مصنوع من الفوال أو القطن والبوليستر أو قماش الساري، و ينتسب الديركا كلباس إلى القفطان ذو الأكمام القصيرة، و يلبس بشكله الطويل أو القصير على أن يلبس معه حمالات. أما الغورغوراد فإن التنورة تكون هي الأساس في هذا اللباس المصنوع من الحرير. و الديركا عادة له ألوان براقة و متعددة و أحيانا يكون له أطراف من الكشكش. وعادة ما يتم الحصول على النسيج من محلات الملابس الصومالية جنبا إلى جنب مع الغورغوراد. في الماضي، أمكن في كثير من الأحيان شراء نسيج الديراك من تجارٍ في جنوب آسيا.
من النساء اللاتي احتللن مناصب سياسية و حكومية مميزة في الصومال الوزيرة الاتحادية للتنمية الاجتماعية مريم القاسم و وزيرة الخارجية الاتحادية فوسيو يوسف حاجي أدان، ووزيرة الخارجية السابقة لالصومال منطقة إدنا أدان إسماعيل .

## كينيا

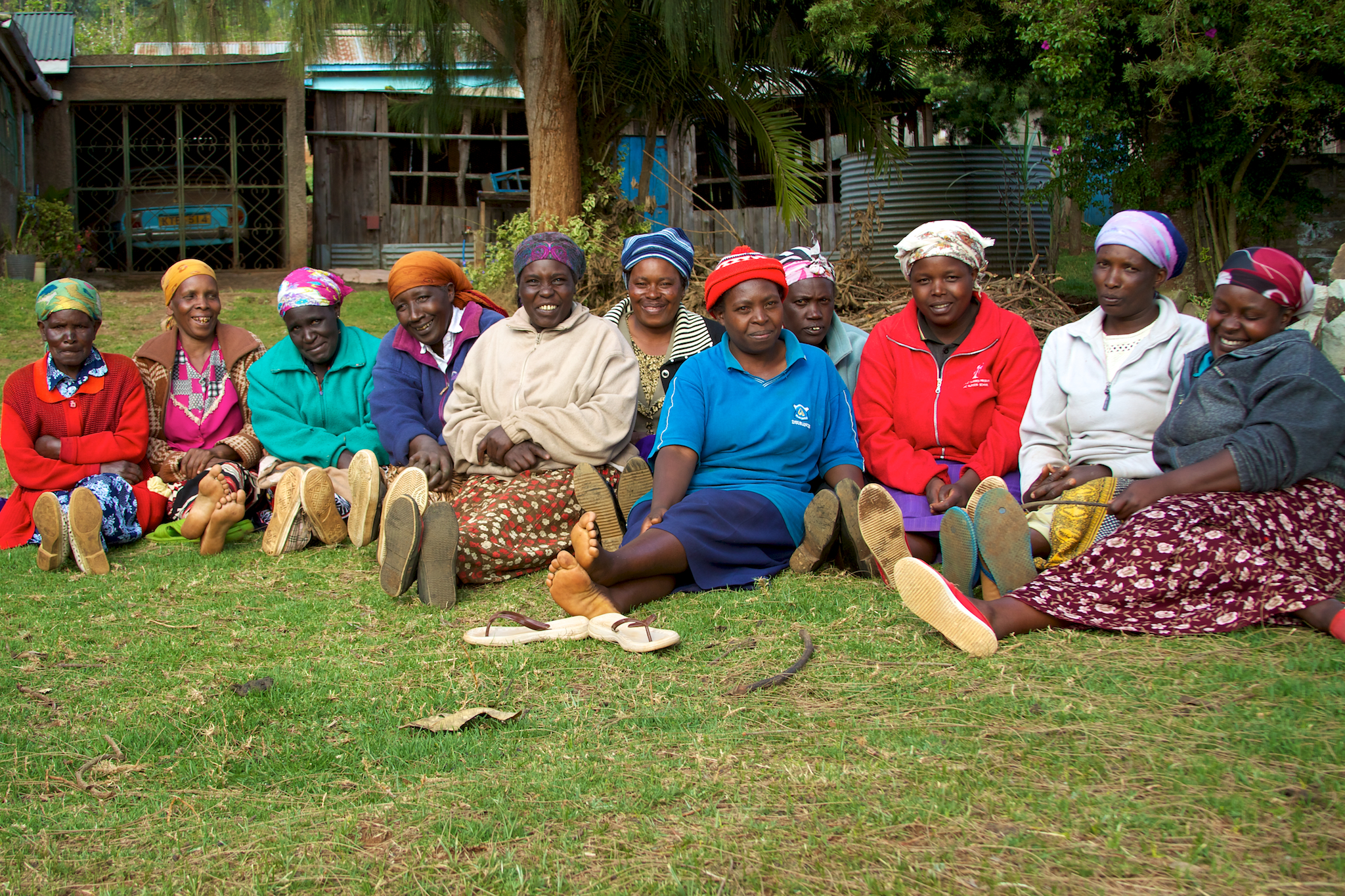
مجموعة من النساء من ليمورو في وسط كينيا ، 2010.

يمكن تقسيم النساء في كينيا إلى النساء اللاتي يعشن ضمن الثقافة السواحلية التقليدية، والنساء في كينيا البريطانية، والنساء اللاتي يعشن في كينيا المستقلة منذ عام 1963 وحتى الآن.
يمكن تقسيم تطور السمات الشخصية للنساء في كينيا إلى ثلاثة أقسام:
- النساء اللاتي يخضعن للثقافة السواحلية التقليدية
- النساء المتواجدات في كينيا البريطانية
- والمرأة التي تعيش في كينيا المستقلة عام 1963 و ما بعد.

## ليبيا
لقد كان دور و مكانة المرأة الليبية في القوانين المستحدثة على قدر كبير من الأهمية بعد تغير الحكم، كما حدث في العديد من دول الشرق الأوسط. بعض المراقبين قالوا أن النظام قد بذل جهوداً في موضوع تحرير المرأة و اعتبارها عنصراً مهماً في القوة العاملة التي تفتقر إليها ليبيا، كما اعتبر مراقبون آخرون أن للنظام مصلحةً في توسيع قاعدته الاجتماعية و السياسية عبر تسويق فكرة تحرر المرأة. مع كل ذلك فقد التزم القادة الليبيون بالالتزام بتحسين وضع المرأة الليبية في إطار القيم الأخلاقية العربية و الإطار الإسلامي العام  لقد كان محور ثورة 1969 هو تمكين المرأة و إعطاءها مكانة أعلى.

## مالاوي
تعد مالاوي أحد أفقر دول العالم، وحسب إحصائيات الأمم المتحدة لعام 2012 فإن نصف الإناث في مالاوي يجبرن على الزواج قبل سن 18, وبذلك تمتلك مالاوي أحد أكبر معدلات زواج الأطفال والقصر في العالم. تتعرض الفتيات الصغيرات بدءًا من سن 7 سنوات إلى تقاليد جنسية عنيفة. وفي عام 2015 وضعت مالاوي قرار بتجريم زواج الأطفال تحت سن 18 سنة، ومع ذلك فالتقاليد والعادات تدفع الأهل لعدم الالتزام بالقانون وتزويج بناتهم تحت السن القانوني. وذلك بالإضافة إلى الدوافع المادية حيث تلجأ العديد من الأسر لتزويج فتياتها للتخلص من أعباءها المادية على الأسرة.

## مالي
وقد تم تشكيل دور المرأة الاجتماعي في مالي من قبل تفاعل معقد بين مجموعة متنوعة من التقاليد في المجتمعات العرقية، وصعود وسقوط إمارات الساحل الكبيرة، كما كان للحكم الفرنسي الاستعماري، والاستقلال، والتحضر، والصراع ما بعد الاستعمار والتقدم أثر في ذلك أيضاً.
يشكل تعداد النساء في مالي أقل بقليل من نصف السكان، وكانت نساء مالي في بعض الأحيان وسط المجتمعات التي يؤثر فيها نسب الأم في تحديد المَلِكْ الجديد، ولكن كانت دائماً حاسمةً في الهيكل الاقتصادي والاجتماعي لهذا المجتمع الريفي الزراعي وإلى حدٍ كبيرٍ. دورها أيضا، وقد أثر بدورها أيضا النزاعات الدينية، و التي انتقلت من الوثنية تدريجيا إلى الإسلام في الفترة من 1100-1900. المرأة و الرجل متساويان أمام القانون في مالي، ولكن لا يزال دور المرأة يتأثر بالعادات الاجتماعية و السمات الاقتصادية التي قد تحد من تصرفاتهم.

## مدغشقر
يزيد في مدغشقر (عموماً) متوسط عمر النساء على متوسط عمر الرجال، و يفوقون الرجال عدداً حيث أنهن يتزوجن في أعمار مبكرة، و حسب التقاليد يقمن بخدمة أزواجهن. و عمومًا تلد ثلث نساء مدغشقر ولدهن الأول قبل بلوغ سن الـ 19 سنة و لتلكن النساء اللاتي يردن تأخير حصولهن على المولود الأول فعادة لا يحصلن على وسائل منع الحمل. الإجهاض عمل منتشر، و كنسبة تقريبية فإن 24% من النساء قمن بالإجهاض. بالرغم من نص الدستور على مساواة المرأة بالرجل إلا أن المرأة عادة لا تحصل على حقوق التملك و لا على فرص عمل متساوية مع الرجل في مناطق معينة.
تعيش المرأة في مدغشقر عمرًا أطول من الرجال، وتعاني الإناث في مدغشقر من الزواج المبكر والإنجاب في سن صغير جدًا، فأقل من ثلث نساء مدغشقر ينجبون في سن أكبر من 19 سنة. وحتى النساء اللاتي يحاولن تأجيل عملية الحمل والإنجاب غالبًا ما قد يفشلن في الحصول على وسائل منع الحمل المناسبة، ويترتب على ذلك ارتفاع حالات الإجهاض، فقد خضعت 24% من النساء في مدغشقر لإجراء إجهاض واحد على الأقل. ولا تملك الإناث نفس الفرص التي يملكها الذكور في التعليم والعمل.

## المغرب
تضمن تاريخ النساء في المغرب حياتهم من قبل، وأثناء، وبعد وصول الإسلام إلى المغرب. فقد عاشت المرأة المغربية قبل الإسلام كمملوكة أو جارية. أما بعد وصول الإسلام في المغرب، تلقت النساء في المغرب ثلاث حقوق أساسية في ظل الدين الإسلامي وهي الحق في العيش، والحق في أن تحترم كأم، والحق في تملّك الأعمال التجارية والعمل.
في الأربيعينيات عاشت النساء المغربيات في وحدات الأسرة التي هي «الأسر المغلقة» وعزلت المرأة داخل البيوت للقيام بالأعمال المنزلية، والتطريز، والحرف اليدوية، وقد سمح لها أحيانًا بحضور المدارس القرآنية، والذهاب إلى الحمام المغربي. وانتهى تدريجيا هذا الشكل من الحياة بعد استقلال المغرب عن فرنسا عام 1956.
بعد استقلال المغرب عن فرنسا، أصبحت المرأة المغربية قادرة على بدء الذهاب إلى المدارس التي لا تركز فقط على تعليم الدين. وفي عام 2004 حدثت تطورات قانونية ضخمة أعطت للمرأة المغربية الحق في تطليق زوجها، وحضانة الأطفال، وتعديل بعض حقوق الملكية والميراث.

## موريتانيا
لقد أثرت عوامل متعددة بدور المرأة في المجتمع الموريتاني في أواخر الثمانينات إثر تطبيق الشريعة الإسلامية في مناطق غرب إفريقيا و التي منحت المرأة بعض الحرية في مناحي المجتمع و الاقتصاد؛ كما أثر التطور الاقتصادي المتسارع في موريتانيا في التأثيرات التي باتت تتضاءل للمجتمع البدوي و التي أعيد النظر بها. للعديد من النساء في التجمعات الحضرية مثل نواكشط أصول ريفية مما وضع عاداتهن و تقاليديهن في منافسة مع العادات و التقاليد في المدينة المتحضرة.
يتحكم الدين والشريعة الإسلامية كثيرًا في مسار حياة المرأة الموريتانية، وقد يقتصر تعليم بعض الفتيات على حضور بعض المدارس القرآنية، لتعلم بعض آيات من القرآن وتحقيق الحد الأدنى من مهارات القراءة والكتابة. وتتولى الأم تعليم ابنتها بعض الشؤون العائلية والمنزلية ورعاية الأطفال. ويكون اهتمام الأب الأكبر هو تجهيز بناته للزواج، حيث تتعرض الفتيات المراهقات غير المتزوجات إلى النقد الاجتماعي الشديد.

## موريشوس
كما في الدول الصناعية الأخرى، فإن دور النساء في موريشوس يتغير دراماتيكيا، و أحد أهم الأسباب التي كانت وراء هذا التغير هو تأثير المرأة في العديد من الوظائف التي أنشئت في الثمانينات في مناطق التصدير. بالرغم من الأجور المتدنية في أغلب الأحيان إلا أن دور المرأة سابقاً كان قد انحصر فقط في دور الأم و الزوجة و التي منحاها بعض الحرية الاجتماعية.

## النيجر
هن النساء اللاتي يعشن في غرب إفريقيا و تحديداً في دولة النيجر. و هن مسلمات بنسبة 98%. معظم التشريعات التي تحمي المرأة في هذا البلد منبعها الإسلام.

## نيجيريا
يختلف دور المرأة في نيجيريا بحسب متغيرات الدين و الموقع الجغرافي و عمومًا فإننا نستطيع تقسيم دور المرأة في المجتمع النيجيري إلى النساء في شمال نيجيريا و النساء في جنوبها.

## الدول ذات الاعتراف الدولي المحدود

### الجمهورية العربية الصحراوية الديمقراطية
النساء في الجمهورية العربية الصحراوية الديمقراطية هن النساء اللاتي ولدن أو يعشن فيها، أو هن من الجمهورية العربية الصحراوية الديمقراطية (الجمهورية العربية الصحراوية الديمقراطية) في منطقة الصحراء الغربية. في المجتمع الصحراوي، تشترك النساء المسؤوليات في كل مستوى من مستويات المجتمع والتنظيم الاجتماعي. وتكفل المادة 41 من دستور الجمهورية العربية الصحراوية الديمقراطية أن الدولة سوف تواصل تعزيز دور النساء سياسياً واجتماعياً و عبر المشاركة الثقافية، في بناء المجتمع وتنمية البلاد.

## روابط خارجية
- بروتوكول حقوق المرأة في أفريقيا الملحق بالميثاق الأفريقي لحقوق الإنسان والشعوب